# Hr.Ms. Tijgerhaai (1944)
Hr.Ms. Tijgerhaai (P336) – holenderski okręt podwodny należący do trzeciej grupy brytyjskich okrętów podwodnych typu T (typ Zwaardvisch). Został zbudowany jako brytyjski HMS Tarn (P326) w stoczni Vickers-Armstrongs w Barrow, ale nigdy nie wszedł do służby pod tą nazwą. Byłby jedynym okrętem Royal Navy noszącym nazwę „Tarn”.

## Służba
Stępkę okrętu położono 12 czerwca 1943 i zwodowano go 29 listopada 1944. Nie wszedł do służby w Royal Navy – został przekazany Królewskiej Marynarce Wojennej Holandii. Wszedł do służby 28 marca 1945. Otrzymał nazwę „Tijgerhaai” (rekin tygrysi).
„Tijgerhaai” wszedł do służby, gdy wojna morska w Europie dogasała i spędził większość 1945 roku na próbach. Miał relatywnie spokojną służbę. Jednym z wyróżniających się momentów było zatonięcie po awarii torpedy. 19 października 1955 okręt wszedł na mieliznę w Weymouth Bay i musiał być ściągnięty przez holowniki. Został wycofany ze służby 11 grudnia 1964 i sprzedany na złom 5 listopada 1965.